# Алексеевка (Благоварский район)
Алексе́евка (баш. Алексеевка) — деревня в Благоварском районе Башкортостана, относится к Алексеевскому сельсовету.

## Географическое положение
Расстояние до:
- районного центра (Языково): 41 км,
- центра сельсовета (Пришиб): 6 км,
- ближайшей ж/д станции (Благовар): 57 км.

## Население
| 2002 | 2009 | 2010 |
| ---- | ---- | ---- |
| 354  | ↗385 | ↘367 |

Согласно переписи 2002 года, преобладающие национальности — русские (43 %), немцы (26 %).

## Религия
В деревне есть католическая церковь Успения Девы Марии.

## Галерея

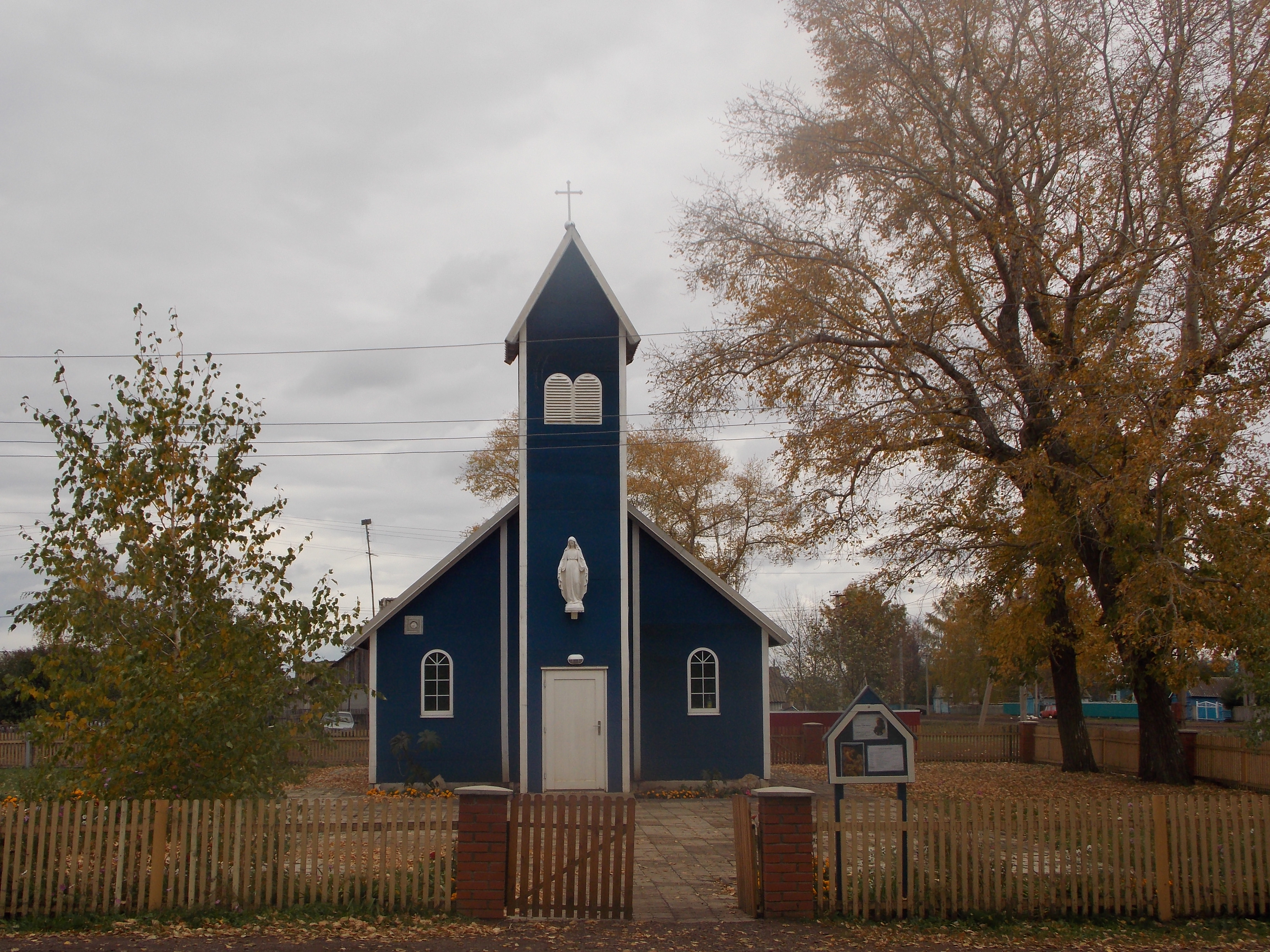
Церковь Успения Девы Марии
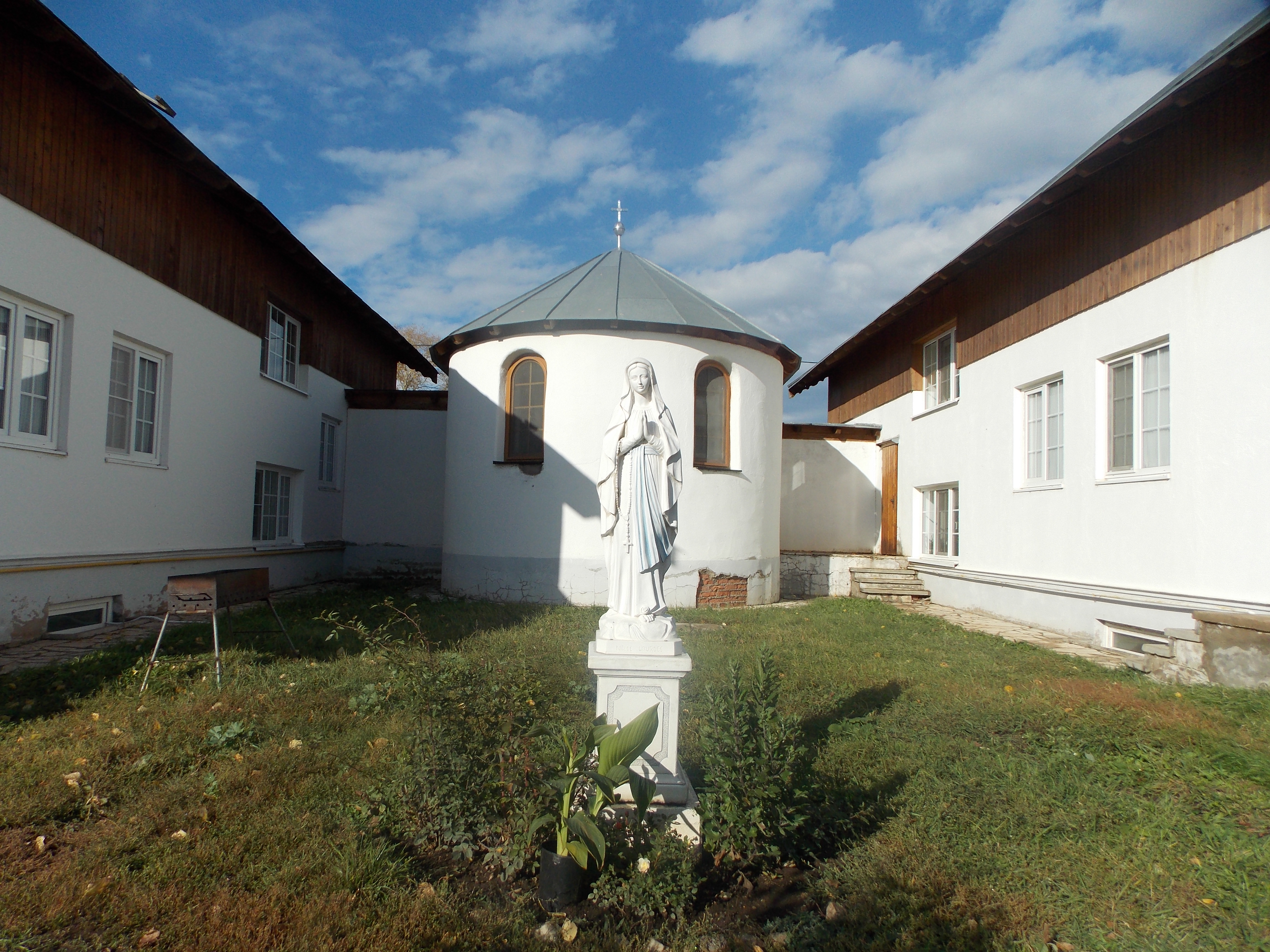
Католический монастырь